# Heinrich Mache
Heinrich Mache (Praga, República Tcheca, 27 de abril de 1876 – Viena, Áustria, 1 de setembro de 1954) foi um físico austríaco.